# Miroslav Šimáček
J.M. can. Mgr. Miroslav Šimáček (* 10. května 1951 Ústí nad Orlicí) je český římskokatolický kněz, známý svou prací s mládeží, a v letech 2002–2025 arciděkan v Ústí nad Labem. Od 15. července 2025 administrátor in spiritualibus v Tanvaldu.

## Život

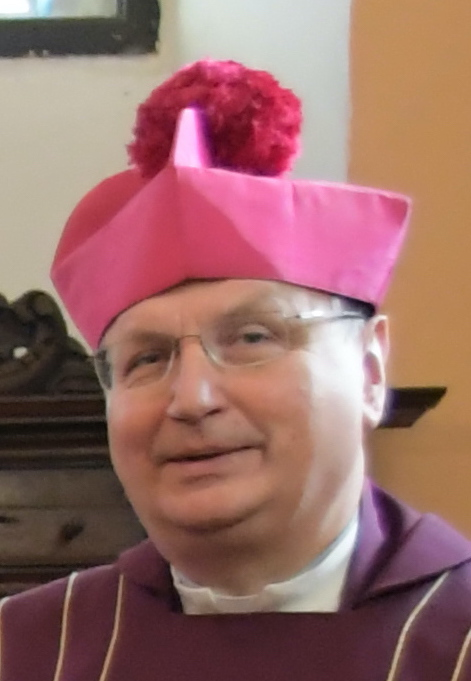
Miroslav Šimáček jako kanovník v roce 2019

Pochází z choceňské rodiny nevěřícího lékaře a věřící zdravotní sestry a učitelky. Vystudoval Střední všeobecně vzdělávací školu (později přejmenovanou na Gymnázium Ot. Vaňorného) ve Vysokém Mýtě (viz absolventi III.A 1969) a v roce 1969 začal studovat teologii na Cyrilometodějské bohoslovecké fakultě v Litoměřicích. V průběhu základní vojenské služby, kterou absolvoval v letech 1971 až 1973, se seznámil s hnutím Fokoláre, jehož je členem. V roce 1976 studium dokončil a 26. června 1976 byl v Praze vysvěcen na kněze za královéhradeckou diecézi. Protože se však věnoval mládeži, nedostal státní souhlas k výkonu duchovenské činnosti. Teprve po několika měsících mu bylo umožněno působit jako kněz v litoměřické diecézi a na podzim 1976 stal se vikaristou v Litoměřicích. V roce 1977 byl ustanoven farním vikářem v Chomutově. Pro své aktivity v chomutovské farnosti byl vyslýchán Státní bezpečností, protože však nereagoval na jejich výzvu ke spolupráci, byl v dubnu 1979 přeložen do odlehlé farnosti Příchovice a stal se tamním administrátorem, jakož i administrátorem excurrendo farností Desná a Polubný.
Za jeho působení se příchovická fara stala místem neformálního setkávání mladých lidí, kterých přijížděly stovky z celého Československa. Po sametové revoluci se podílel na přípravě koncepce pastorace mládeže na diecézní i celostátní úrovni, v letech 1990 až 2001 byl prvním ředitelem sekce pro mládež České biskupské konference. V letech 1991 až 1992 absolvoval mezinárodní kněžskou školu Corpus Christi v Itálii. V Příchovicích bylo zřízeno centrum života mládeže Křižovatka, navazující na tradici setkávání mládeže, a k původní faře přistavěna nová budova, která byla posvěcena v roce 1993. Duchovním správcem v Příchovicích byl až do října 2000, kdy se stal biskupským vikářem pro pastoraci v Litoměřicích. Od 1. července 2002 byl arciděkanem v Ústí nad Labem a administrátorem excurrendo ve farnostech Čermná, Chlumec, Krásný Les, Libouchec, Nakléřov, Petrovice, Skorotice, Tisá, Velké Chvojno a Žežice. Dne 12. února 2011 se stal čestným kanovníkem Katedrální kapituly u sv. Štěpána v Litoměřicích. S platností od 15. července 2025 byl ustanoven administrátorem in spiritualibus (tj. správcem pouze ve věcech duchovní správy) v Tanvaldu a několika okolních farnostech.

## Monografie
- ŠIMÁČEK, Miroslav. Příchovická křižovatka, O Boží prozřetelnosti v životě jednoho kněze. Praha: Triton, 2021. 272 s. ISBN 978-80-7553-999-1.